# Domenico Grimaldi
Domenico Grimaldi (Seminara, 15 febbraio 1734 – Reggio Calabria, 5 novembre 1805) è stato un economista, imprenditore e filosofo italiano, esponente dell'illuminismo napoletano.

## Biografia

### Giovinezza e formazione

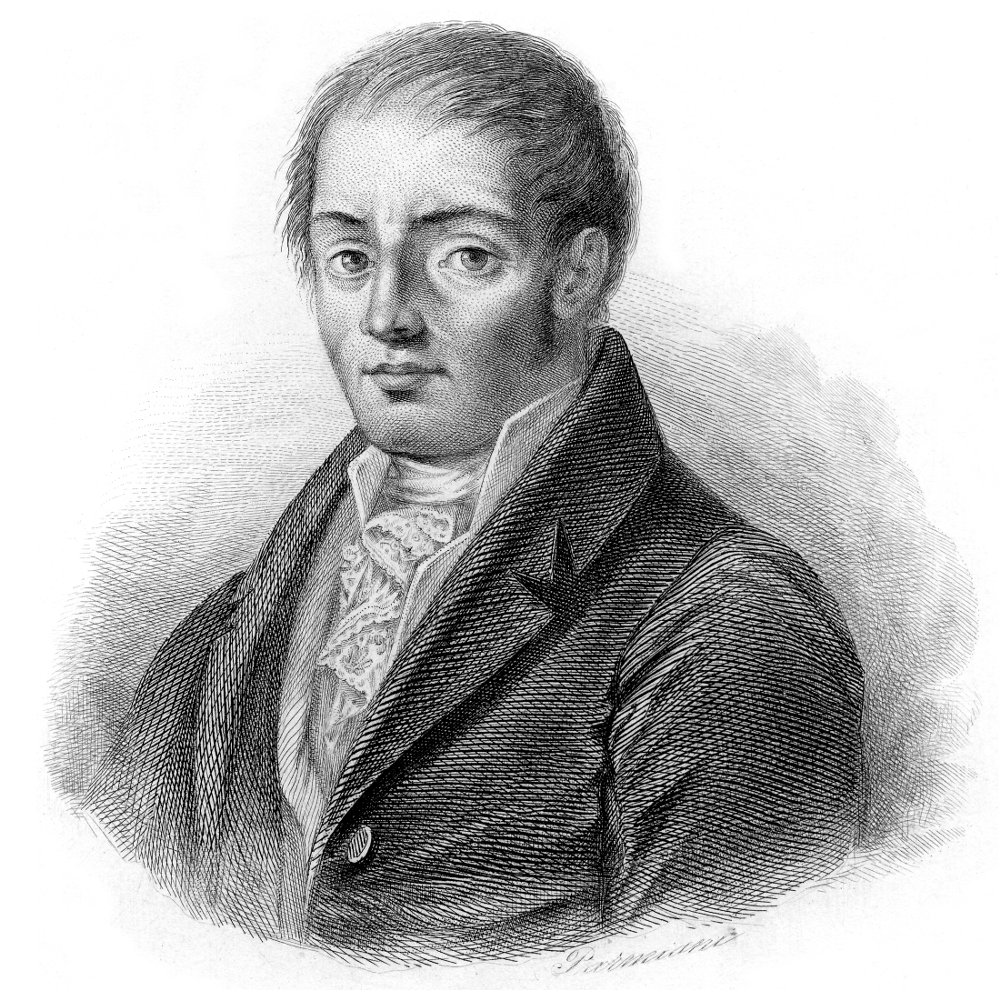
Francesco Mario Pagano

Nato in una famiglia aristocratica che faceva risalire le proprie origini alla nota famiglia di Genova, ricevette la prima educazione dal padre, il marchese Pio Grimaldi, un uomo colto che aveva cominciato a introdurre criteri di conduzione innovativi nelle sue proprietà terriere, peraltro non molto estese, di Seminara. Non essendo molto ricco, il padre lo avviò agli studi giuridici, in previsione di una possibile professione forense, all'Università di Napoli. Nella capitale napoletana Domenico fu raggiunto dal fratello minore Francescantonio Grimaldi (1741-1784), fece parte con il fratello  dell'Accademia dell'Arboscello, a cui appartenevano anche Domenico Diodati, Andrea Serrao e Andrea Leone, frequentò le lezioni di economia di Antonio Genovesi, e divenne amico di giovani intellettuali come Mario Pagano, Melchiorre Delfico e Antonio Jerocades.
Nel 1765 Domenico Grimaldi si trasferì a Genova, dove nel 1766 ottenne la riammissione nel patriziato della Repubblica di Genova, ottenendo così il permesso di esercitare alcune magistrature. In Liguria, tuttavia, Grimaldi ebbe modo di approfondire gli aspetti tecnici, economici e sociali legati all'agricoltura il cui studio lo spinse a viaggi in Francia, specie in Provenza, in Piemonte e in Svizzera. Si interessò in particolare alla colture dell'ulivo e del gelso per l'allevamento dei bachi da seta. Venne accolto fra l'altro nell'Accademia dei Georgofili, che premiò una memoria, nella Società economica di Berna, un centro di cultura fisiocratica, e nella Société royale d'agriculture di Parigi.

### Saggio di economia campestre per la Calabria Ultra

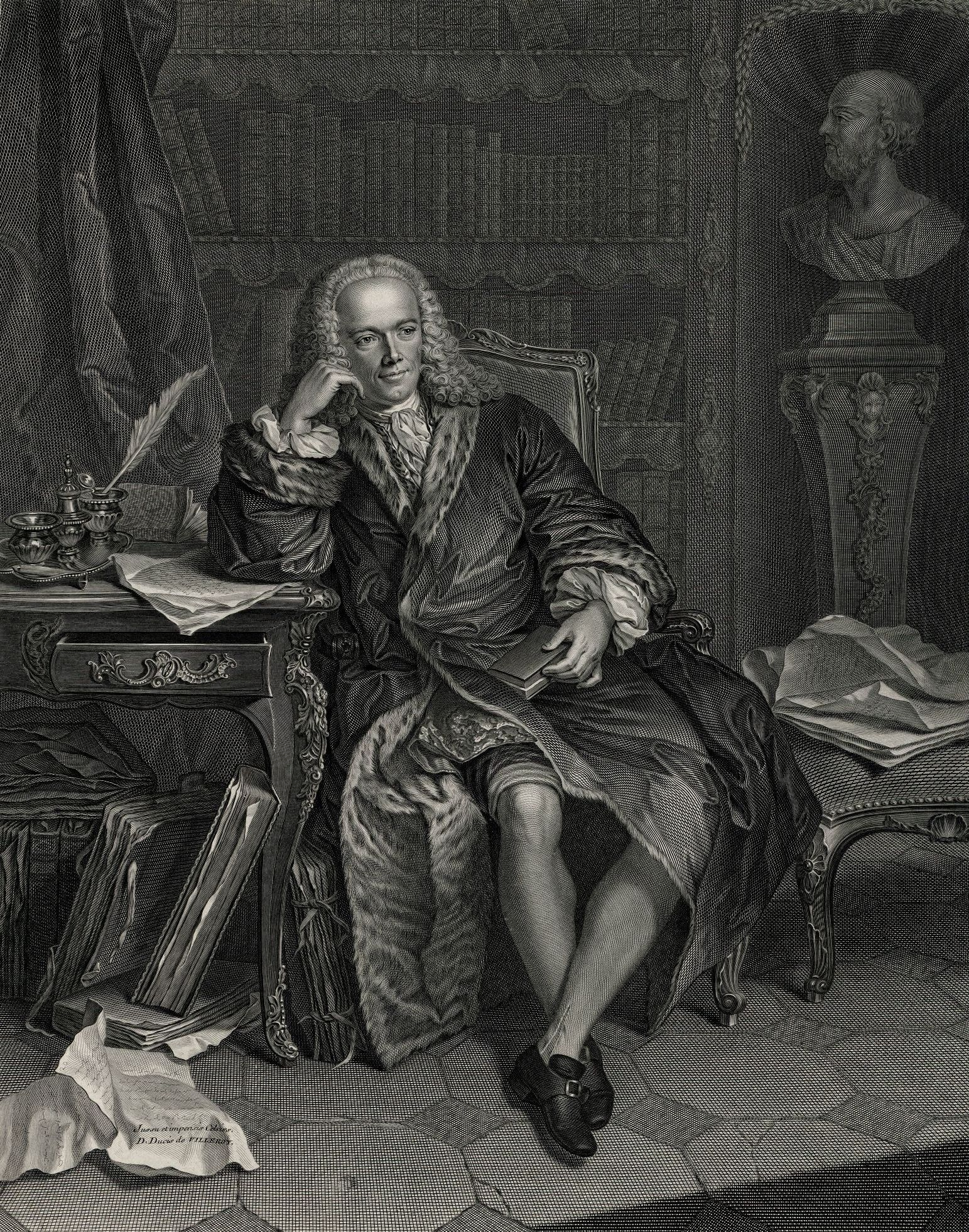
François Quesnay, maggior rappresentante della fisiocrazia

Frutto delle sue ricerche fu il Saggio di economia campestre per la Calabria Ultra (1770), esposizione di un piano che, partendo dalle condizioni di arretratezza dell'economia calabrese del XVIII secolo, secondo la dottrina fisiocratica, ne indica i mezzi atti a la trasformare situazione economica della Calabria. All'epoca il settore produttivo più importante era l'agricoltura in quanto i posti nell'industria erano pochi, le alternative limitate all'edilizia, ai lavori pubblici e al settore terziario; l'agricoltura era tuttavia quasi esclusivamente di sussistenza, e lo scarso reddito determinava un esodo massivo dalle campagne. Per Grimaldi l'ammodernamento dell'agricoltura e l'integrazione tra agricoltura e allevamento erano le condizioni prime per avviare la produzione industriale e il commercio. il successivo aumento del reddito agrario avrebbe dovuto essere reinvestito nell'industria tessile e in quelle serica, lattiero-casearia e olearia. La presenza di industrie avrebbe innescato un circolo virtuoso in quanto avrebbe potuto richiamare un afflusso di capitali per la ristrutturazione fondiaria e l'aumento delle dimensioni delle aziende agricole, con successiva formazione e sviluppo di attività miste agricolo-manifatturiere, specialmente alimentari, con impiego di mano d'opera locale.

### L'imprenditore

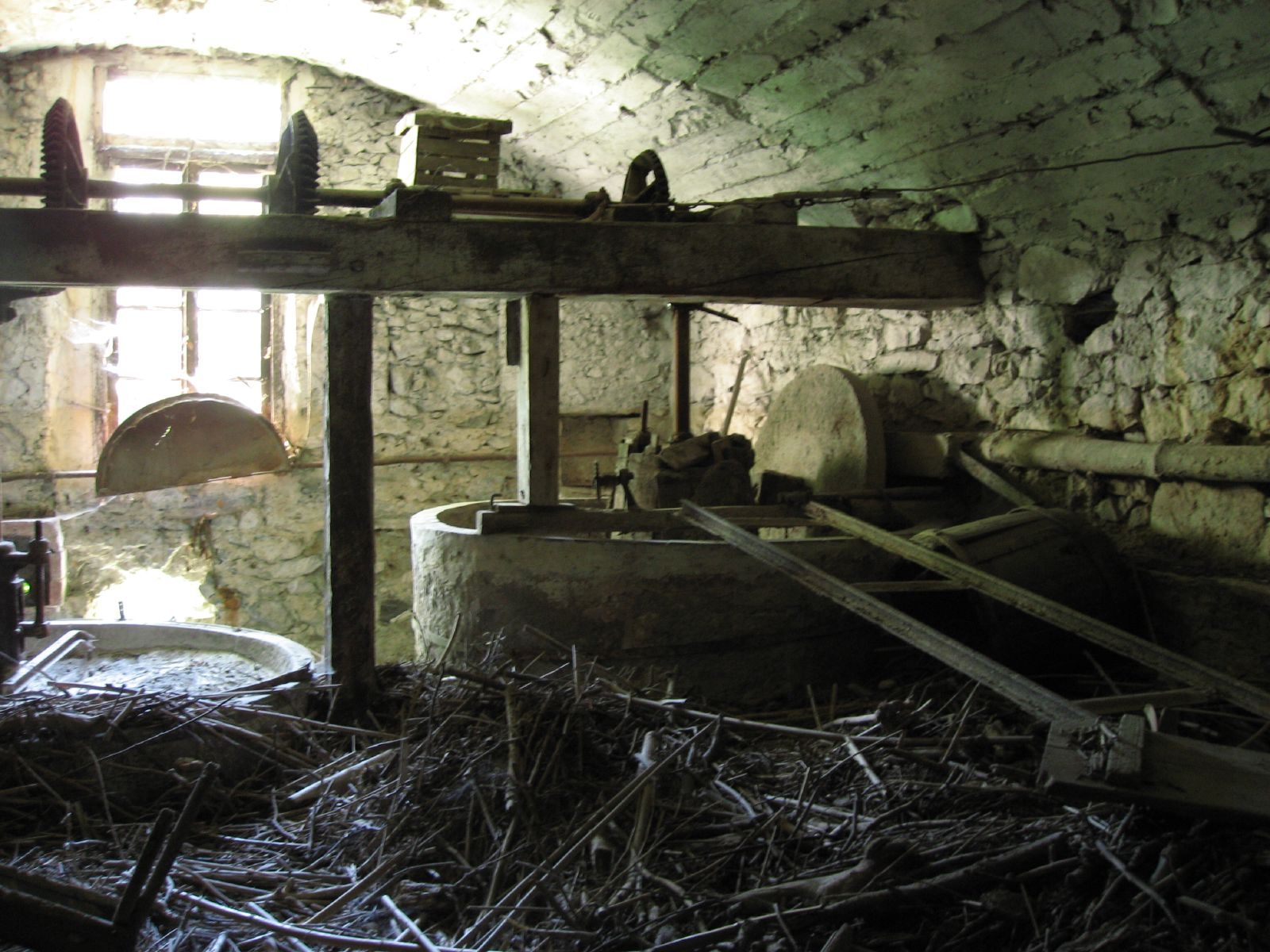
Vecchio frantojo ligure dismesso

Attorno al 1770 Grimaldi si impegnò a tradurre in pratica questi progetti, con l'aiuto finanziario del padre, impegnandosi nel miglioramento della coltivazione degli olivi, chiamate dalla Liguria maestranze e tecnici per creare a Seminara nuovi frantoi "alla genovese"; rese poi pubblici i progetti e i risultati delle sue innovazioni con un'opera del 1773, edita nuovamente nel 1777 con una dedica a Giuseppe Beccadelli, marchese della Sambuca. 
Si dedicò più tardi, attorno al 1780, alla produzione della seta. Grimaldi, che inizialmente intendeva assegnare l'ammodernamento dell'agricoltura all'iniziativa privata, si rese conto che l'approccio utilizzato per l'ammodernamento dell'industria olearia (in questo caso, introduzione in Calabria della lavorazione della seta alla "piemontese") non sarebbe stato sufficiente nella lavorazione della seta per ostacoli di natura fiscale nel regno di Napoli, ossia del dazio sulla seta calabrese. Diede pertanto inizio a vivace polemica nei confronti dei controlli oppressivi doganali e dei monopoli statali nei settori delle manifatture e del commercio.

### Il politico

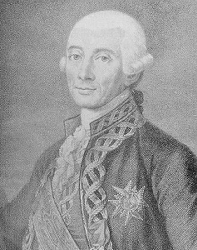
Sir John Acton

La riflessione sull'influenza dello stato nel mercato della seta, diede avvio al dibattito sul problema della libertà nel commercio internazionale, in particolare nel commercio del grano che aveva assunto una notevole importanza dopo la carestia del 1764. Una delle proposte più importanti di Domenico Grimaldi fu la costituzione, nella Calabria Ultra, di società economiche concepite come centri promotori il miglioramento della tecnica agraria; ma la proposta non trovò il necessario sostegno né nei proprietari terrieri né nel clero. In seguito allargò lo sguardo dalla Calabria Ultra all'intero Regno, proponendo di svolgere un'attività conoscitiva sulla struttura economica del Regno mediante la predisposizione di piani di visite alle province napoletane affidati a ispettori di nomina regia, con proposte di azione sulle "cause fisiche" dell'arretratezza, principalmente la mancanza di strutture per l'irrigazione innanzitutto nelle Puglie, per le quali suggeriva il ricorso anche al lavoro coatto. 

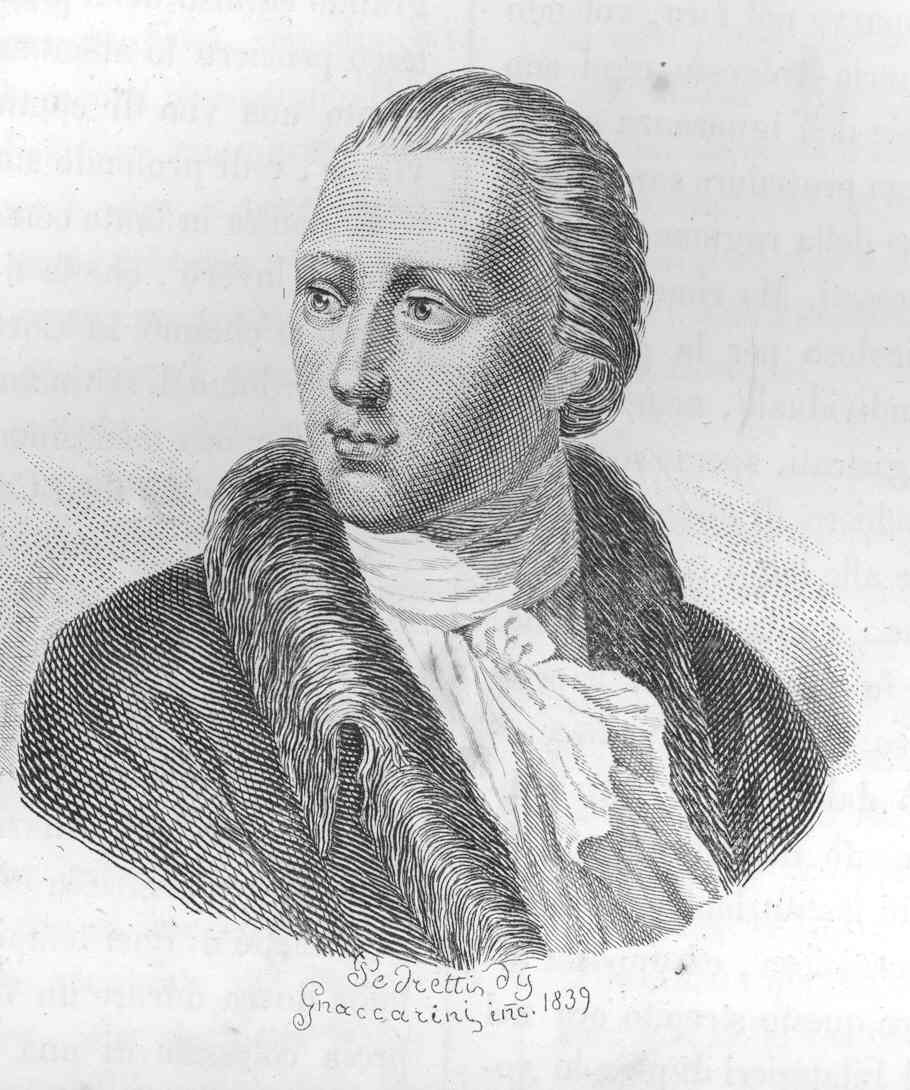
Gaetano Filangieri

Grazie alla notorietà raggiunta con i suoi saggi Grimaldi fu nominato dal primo ministro John Acton assessore al neocostituito  Supremo Consiglio delle Finanze assieme a Filangieri, Palmieri, Delfico e Galanti. Il terremoto del 1783, che causò gravi danni e lutti alla famiglia Grimaldi. Grimaldi fu favorevole all'istituzione della Cassa sacra, proponendo che ricostruzione fosse eseguita secondo un piano pubblico che prevedesse iniziative strutturali per l'ammodernamento della produzione agricola e industriale. Si adoperò per l'apertura a Reggio Calabria di un istituto professionale nel quale si insegnasse "l'arte di tirar la seta alla piemontese"; la scuola, diretta dal Grimaldi, ebbe un certo successo, ma venne chiusa nel 1786.
L'interruzione negli anni novanta dell'attività riformatrice di Ferdinando IV di Napoli in seguito alla crisi collegata alla rivoluzione francese comportò un atteggiamento di sospetto, da parte del governo napoletano, nei confronti dell'intellettualità progressista. A Grimaldi venne rifiutata la nomina, proposta dal Galanti, di presidente della costituenda Società patriottica per la Calabria in quanto massone. Nel dicembre 1798 fu addirittura arrestato, come gran parte dei massoni reggini (una cinquantina circa) in seguito all'assassinio del governatore di Reggio, Giovanni Pinelli, avvenuto il 12 settembre 1797, e trasferito nel carcere di Messina dove si trovava alla nascita della Repubblica Napoletana (1799). Suo figlio Francescantonio (1759-1799) aderì alla Repubblica Napoletana e fu giustiziato il 22 ottobre 1799.

## Opere
- Memoria diretta all'Accademia de' Gergofili da Genova, 12 settembre 1766, sopra di una certa specie di pianta pratense chiamata sulla, Firenze, 1768.
- Saggio di economia campestre per la Calabria Ultra, Napoli: presso Vincenzo Orsini, 1770
- Istruzione sulla nuova manifattura dell'olio introdotta nella Calabria, In Napoli: presso Raffaele Lanciano, 1773
- Osservazioni economiche sopra la manifattura e commercio delle sete del Regno di Napoli alle sue finanze, scritte dal marchese Domenico Grimaldi; con alcune riflessioni critiche sopra del Bando delle Sete del 1754, Napoli: presso Giuseppe Maria Porcelli, 1780
- Piano di riforma per la pubblica economia delle provincie del Regno di Napoli, e per l'agricoltura delle Due Sicilie, scritto dal marchese d. Domenico Grimaldi,, Napoli: presso Giuseppe Maria Porcelli librajo, 1780 (Rist. anastatica, Cosenza: Brenner, 1992)
- Piano per impiegare utilmente i forzati, e col loro travaglio assicurare ed accrescere le raccolte del grano nella Puglia, e nelle altre provincie del Regno scritto dal marchese d. Domenico Grimaldi di Messimeri patrizio genovese.., Napoli: a spese di Giuseppe-Maria Porcelli, 1781
- Memoria del marchese Domenico Grimaldi di Messimeri patrizio genovese, diretta al supremo consiglio di finanze per lo ristabilimento dell'industria olearia, e dell'agricoltura nelle Calabrie, ed altre provincie del Regno di Napoli, Napoli: presso Giuseppe-Maria Porcelli, 1783
- Memoria sulla economia olearia antica e moderna e sull'antico frantoio da olio trovato negli scavamenti di Stabia, In Napoli: nella Stamperia Reale, 1783 (Cosenza: L. Pellegrini, 2000)
- Relazione d'un disimpegno fatto nella Ulteriore Calabria con alcune osservazioni economiche relative a quella provincia, Napoli: Giuseppe Maria Porcelli, 1785